# Hitler-kormány
A Hitler-kormány a Német Birodalom 1933 januárjának a végén létrejött kormánya volt, amelyet 1933. január 30-ától Adolf Hitler vezetett, miután birodalmi kancellárrá nevezték ki. A kabinet megalakulása mindenekelőtt Franz von Papennek volt köszönhető, aki már január eleje óta közvetített Hindenburg megbízásából, a hivatalban levő kancellár, Schleicher háta mögött a náci párt és a DNVP (Német Nemzeti Néppárt) közös kormányzását illetően. A kabinet először koalíciós kormányként állt fel, amelyet az NSDAP, a DNVP és további nemzeti konzervatív politikusok alkottak.
A Reichstag 1933. február 27-ei felgyújtását követő kommunistaüldözés, és az 1933. március 5-ei parlamenti választások megváltoztatták a helyzetet: az NSDAP és DNVP ekkor már többséggel rendelkezett, azonban az 1933. márciusi 24-én megszavazott felhatalmazás alapján, amely négy évre diktatórikus teljhatalmat biztosított a kormánynak, a konzervatív koalíciós partner DNVP is feleslegessé vált.
A felhatalmazás előtt Hitler még a kabinet kezében hagyta a szakmai tanácsadást, de formális egyeztetések már akkor sem voltak. Amilyen mértékben Hitler kiépítette a kabineten kívüli hatalmi bázisát, olyan mértékben csökkent a kormányülések száma. Míg 1933 február/márciusában még 31 ülést tartottak, április/májusban már csak 16-ot, az év további részében és 1934-ben pedig összesen 42-t. A Hitler-kormány 1938. február 5-én gyűlt utoljára össze. Hitler külön-külön kommunikált a miniszterekkel, részben közvetlenül, részben a birodalmi vagy pártkancellária közvetítésével. 1934-től kezdve a miniszterek gyakorlatilag a Führer és birodalmi kancellár parancsának végrehajtóivá váltak.
A kormányban kezdetben csak három NSDAP-tag volt: Hitler (kancellár), Frick (belügyminiszter) és Göring (tárca nélküli miniszter). Goebbels (tájékoztatás és propaganda) március 13-án került be. Áprilisban a hirtelen munkaügyi miniszterré kinevezett Franz Seldte belépett az NSDAP-be. A gazdasági miniszter, Alfred Hugenberg, akit külső szemlélők a kormány erős emberének tekintettek, 1933. június 29-én visszavonult. Ezt követően csak néhány párton kívüli maradt a kormányban.

## Idővonal
- 1933. január: A kormány megalakulása
- 1933. március: Joseph Goebbels a birodalmi propaganda minisztereként lép be a kormányba.
- 1933. március: Günther Gereke-t letartóztatják és elbocsátják.
- 1933. április: Franz Seldte kilép a Német Néppártból, és a náci párt tagja lesz.
- 1933. május: Hermann Göring birodalmi légiközlekedési miniszteri tárcát kap.
- 1933. június: Kurt Schmitt váltja Alfred Hugenberget a birodalmi gazdasági miniszteri posztján.
- 1933. december: Ernst Röhm és Rudolf Hess tárca nélküli miniszterként lép be a kabinetbe.
- 1934. május: Bernhard Rust bekerül a kormányba, mint birodalmi tudományos, oktatási- és népművelési miniszter.
- 1934. június: Hanns Kerrl tárca nélküli birodalmi miniszterként lép be a kormányba.
- 1934. június: Röhmot, a tárca nélküli birodalmi minisztert meggyilkolják.
- 1934. július: Göring (már birodalmi miniszter) a Birodalmi Erdészeti Hivatalban a Reichsforstmeister rangot is megkapja.
- 1934. augusztus: Franz von Papen alkancellár kilép a kormányból, posztja megszűnik.
- 1934. augusztus: Hjalmar Schacht váltja Schmittet a birodalmi gazdasági miniszteri székben.
- 1934. december: Hans Frank tárca nélküli birodalmi miniszter lesz.
- 1935. március: Göring újabb posztot kap a Luftwaffe főparancsnokaként.
- 1935. május: A birodalmi védelmi miniszter címet felváltja a birodalmi hadügyminiszter címe. Werner von Blomberg marad posztján.
- 1935. július: Hanns Kerrl a birodalmi egyházügyi miniszter tárcáját veszi át.
- 1936. április: Werner von Fritsch , a hadsereg főparancsnoka és Erich Raeder , a haditengerészet főparancsnoka kabineti rangot kap.
- 1937. január: Blomberg, Frick, Gürtner, Krosigk, Meissner, Neurath, Raeder és Schacht elfogadják az Arany Pártjelvényt, és a náci párt tagjai lesznek.
- 1937. február: Wilhelm Ohnesorge Eltz-Rübenachot követi a birodalmi postaügyi miniszteri poszton.
- 1937. november: Göring Schachtot követi a birodalmi gazdasági miniszteri székben. Schacht tárca nélküli birodalmi miniszter lesz.
- 1937. november: Hans Lammers, a birodalmi kancellária főnöke tárca nélküli birodalmi miniszter lesz.
- 1937. december: Otto Meissner államminiszteri rangot és az elnöki kancellária vezetői székét kapja meg.
- 1938. február: Walther Funk váltja Göringet a birodalmi gazdasági miniszteri székben.
- 938. február: Joachim von Ribbentrop váltja Neurathot a külügyminiszteri poszton. Neurath továbbra is birodalmi miniszter marad (tárca nélkül).
- 1938. február: Blomberg lemond a birodalmi hadügyminiszteri posztról, és hivatalát megszüntetik. Wilhelm Keitel tábornagy, a Fegyveres Erők Főparancsnokságának főnöke kabineti rangot kap.
- 1938. február: Walther von Brauchitsch követi Fritschet a hadsereg főparancsnoki posztján, és miniszteri rangot kap.
- 1939. április: Brauchitsch és Keitel elfogadják az Arany Pártjelvényt.
- 1939. május: Arthur Seyss-Inquart birodalmi miniszterként (tárca nélkül) belép a kabinetbe.
- 1940. március: Fritz Todt a Birodalom fegyverzeti és hadianyag-minisztere lesz.
- 1941. január: Franz Schlegelberger váltja Gürtnert az ügyvezető birodalmi igazságügyi miniszteri poszton.
- 1941. február: Dorpmüller birodalmi közlekedési miniszter csatlakozik a náci párthoz.
- 1941. május: Hesst elbocsátják a kabinetből.
- 1941. május: Martin Bormann kabineti miniszteri kap.
- 1941. július: Alfred Rosenberg a megszállt keleti területek birodalmi minisztere lesz.
- 1941. december: Kerrl, a birodalmi egyházi ügyek minisztere meghal. Hermann Muhs váltja.
- 1941. december: Brauchitsch lemond a hadsereg főparancsnoki tisztségéről. Maga Hitler veszi át a tisztséget.
- 1942. február: Albert Speer váltja Todtot a fegyverkezési és hadianyag-miniszterként.
- 1942. május: Darrét meghosszabbított szabadságra küldik. Herbert Backe lesz a birodalmi élelmiszer- és mezőgazdasági minisztere.
- 1942. augusztus: Otto Georg Thierack váltja Schlegelbergert a birodalmi igazságügyi miniszteri poszton.
- 1943. január: Karl Dönitz váltja Raedert a haditengerészet főparancsnoki posztján, és miniszteri rangot kap.
- 1943. január: Schacht kilép a kormányból.
- 1943. augusztus: Heinrich Himmler váltja Fricket a birodalmi belügyminiszteri székben. Frick továbbra is birodalmi miniszter marad (tárca nélkül).
- 1943. augusztus: Konstantin Hierl tárca nélküli birodalmi miniszter lesz.
- 1943. augusztus: Karl Hermann Frank miniszteri rangot kap a Cseh-Morva Protektorátus államtitkáraként.
- 1943. szeptember: Speer miniszteri jogkörét kiterjesztik a teljes német hadiiparra, és a birodalom fegyverkezési és haditermelési miniszterévé emelik.
- 1944. január: Dönitz elfogadja az Arany Pártjelvényt, és a náci párt tagja lesz.
- 1944. április: Backe a birodalom élelmezési és mezőgazdasági minisztere lesz.
- 1945. április: Göring és Lammers kénytelenek lemondani a miniszteri tisztségről.

## A kormány tagjai
A birodalmi kabinet az alábbi kormánytagokból állt:
| Tisztség | Miniszter | Miniszter                                                                          | Hivatal kezdete     | Hivatal vége        | Párt      | Párt |
| --- | --------- | ---------------------------------------------------------------------------------- | ------------------- | ------------------- | --------- | ---- |
| A Német Birodalom kancellárja (1934. augusztus 2-ától „Führer és Birodalmi kancellár“)                                     |           | Adolf Hitler                                                                       | 1933. január 30.    | 1945. április 30.   | NSDAP     |      |
| A Német Birodalom alkancellárja                                                                                            |           | Franz von Papen                                                                    | 1933. január 30.    | 1934. augusztus 7.  | Független |      |
| Birodalmi külügyminiszter                                                                                                  |           | Konstantin von Neurath                                                             | 1933. január 30.    | 1938. február 4.    | Független |      |
| Birodalmi külügyminiszter                                                                                                  |           | Joachim von Ribbentrop                                                             | 1938. február 4.    | 1945. április 30.   | NSDAP     |      |
| Birodalmi belügyminiszter                                                                                                  |           | Wilhelm Frick                                                                      | 1933. január 30.    | 1943. augusztus 24. | NSDAP     |      |
| Birodalmi belügyminiszter                                                                                                  |           | Heinrich Himmler                                                                   | 1943. augusztus 24. | 1945. április 29.   | NSDAP     |      |
| Birodalmi pénzügyminiszter                                                                                                 |           | Lutz Graf Schwerin von Krosigk                                                     | 1933. január 30.    | 1945. április 30.   | Független |      |
| Birodalmi igazságügy-miniszter                                                                                             |           | Franz Gürtner                                                                      | 1933. január 30.    | 1941. január 29.    | DNVP      |      |
| Birodalmi igazságügy-miniszter                                                                                             |           | Franz Schlegelberger Ideiglenesen                                                  | 1941. január 29.    | 1942. augusztus 24. | NSDAP     |      |
| Birodalmi igazságügy-miniszter                                                                                             |           | Otto Georg Thierack                                                                | 1942. augusztus 24. | 1945. április 30.   | NSDAP     |      |
| Birodalmi védelmi miniszter (1935. május 21-től birodalmi hadügyminiszter)                                                 |           | Werner von Blomberg                                                                | 1933. január 30.    | 1938. február 4.    | Független |      |
| Birodalmi gazdasági miniszter                                                                                              |           | Alfred Hugenberg                                                                   | 1933. január 30.    | 1933. június 29.    | DNVP      |      |
| Birodalmi gazdasági miniszter                                                                                              |           | Kurt Schmitt                                                                       | 1933. június 29.    | 1934. augusztus 3.  | NSDAP     |      |
| Birodalmi gazdasági miniszter                                                                                              |           | Hjalmar Schacht                                                                    | 1934. augusztus 3.  | 1937. november 26.  | Független |      |
| Birodalmi gazdasági miniszter                                                                                              |           | Hermann Göring                                                                     | 1937. november 26.  | 1938. január 15.    | NSDAP     |      |
| Birodalmi gazdasági miniszter                                                                                              |           | Walther Funk                                                                       | 1938. január 15.    | 1945. április 30.   | NSDAP     |      |
| Birodalmi élelmiszerügyi- és mezőgazdasági miniszter                                                                       |           | Alfred Hugenberg                                                                   | 1933. január 30.    | 1933. június 29.    | DNVP      |      |
| Birodalmi élelmiszerügyi- és mezőgazdasági miniszter                                                                       |           | Richard Walther Darré (1942. május 23-tól meghosszabbított szabadságon)            | 1933. január 30.    | 1944. április 6.    | NSDAP     |      |
| Birodalmi élelmiszerügyi- és mezőgazdasági miniszter                                                                       |           | Herbert Backe (1942. május 23-tól ideiglenesen)                                    | 1944. április 6.    | 1945. április 30.   | NSDAP     |      |
| Birodalmi munkaügyi miniszter                                                                                              |           | Franz Seldte                                                                       | 1933. január 30.    | 1945. április 30.   | DNVP      |      |
| Birodalmi postaügyi miniszter                                                                                              |           | Paul Freiherr von Eltz-Rübenach                                                    | 1933. január 30.    | 1937. február 2.    | Független |      |
| Birodalmi postaügyi miniszter                                                                                              |           | Wilhelm Ohnesorge                                                                  | 1937. február 2.    | 1945. április 30.   | NSDAP     |      |
| Birodalmi közlekedési miniszter                                                                                            |           | Paul Freiherr von Eltz-Rübenach                                                    | 1933. január 30.    | 1937. február 2.    | Független |      |
| Birodalmi közlekedési miniszter                                                                                            |           | Julius Dorpmüller                                                                  | 1937. február 2.    | 1945. április 30.   | Független |      |
| Birodalmi információ- és propagandaminiszter                                                                               |           | Joseph Goebbels                                                                    | 1933. március 13.   | 1945. április 30.   | NSDAP     |      |
| Birodalmi légügyi miniszter                                                                                                |           | Hermann Göring                                                                     | 1933. május 1.      | 1945. április 23.   | NSDAP     |      |
| Birodalmi tudományos, oktatási- és népművelési miniszter                                                                   |           | Bernhard Rust                                                                      | 1934. május 1.      | 1945. április 30.   | NSDAP     |      |
| Az egyházi ügyek birodalmi minisztere                                                                                      |           | Hanns Kerrl                                                                        | 1935. július 16.    | 1941. december 15.  | NSDAP     |      |
| Az egyházi ügyek birodalmi minisztere                                                                                      |           | Hermann Muhs Ideiglenesen                                                          | 1941. december 15.  | 1945. április 30.   | NSDAP     |      |
| Birodalmi fegyverkezési és utánpótlási miniszter (1943. június 2-től: fegyverzeti- és haditermelési)                       |           | Fritz Todt                                                                         | 1940. március 17.   | 1942. február 8.    | NSDAP     |      |
| Birodalmi fegyverkezési és utánpótlási miniszter (1943. június 2-től: fegyverzeti- és haditermelési)                       |           | Albert Speer                                                                       | 1942. február 8.    | 1945. április 30.   | NSDAP     |      |
| A megszállt keleti területek birodalmi minisztere                                                                          |           | Alfred Rosenberg                                                                   | 1941. július 17.    | 1945. április 30.   | NSDAP     |      |
| Birodalmi tárca nélküli miniszterek (Reichsministers ohne Geschäftsbereich)                                                |           | Hermann Göring (A légiközlekedés Reichskommissarja)                                | 1933. január 30.    | 1933. április 27.   | NSDAP     |      |
| Birodalmi tárca nélküli miniszterek (Reichsministers ohne Geschäftsbereich)                                                |           | Ernst Röhm (Az SA parancsnoka)                                                     | 1933. december 1.   | 1934. július 1.     | NSDAP     |      |
| Birodalmi tárca nélküli miniszterek (Reichsministers ohne Geschäftsbereich)                                                |           | Rudolf Hess (A Führer helyettese)                                                  | 1933. december 1.   | 1941. május 10.     | NSDAP     |      |
| Birodalmi tárca nélküli miniszterek (Reichsministers ohne Geschäftsbereich)                                                |           | Hanns Kerrl (A Reichstag elnökhelyettese)                                          | 1934. június 17.    | 1935. július 16.    | NSDAP     |      |
| Birodalmi tárca nélküli miniszterek (Reichsministers ohne Geschäftsbereich)                                                |           | Hans Frank (A Lengyel Főkormányzóság főkormányzója)                                | 1934. december 19.  | 1945. április 30.   | NSDAP     |      |
| Birodalmi tárca nélküli miniszterek (Reichsministers ohne Geschäftsbereich)                                                |           | Hjalmar Schacht (A Reichsbank elnöke)                                              | 1937. november 26.  | 1943. január 22.    | NSDAP     |      |
| Birodalmi tárca nélküli miniszterek (Reichsministers ohne Geschäftsbereich)                                                |           | Hans Lammers (A birodalmi kancellária főnöke)                                      | 1937. december 1.   | 1945. április 30.   | NSDAP     |      |
| Birodalmi miniszterek (1938-tól)                                                                                           |           | Konstantin von Neurath (A Cseh–Morva Protektorátus birodalmi kormányzója; 1939-43) | 1938. február 4.    | 1943. augusztus 24. | NSDAP     |      |
| Birodalmi miniszterek (1938-tól)                                                                                           |           | Wilhelm Frick (A Cseh–Morva Protektorátus birodalmi kormányzója; 1943-45)          | 1943. augusztus 24. | 1945. április 30.   | NSDAP     |      |
| Birodalmi miniszterek (1938-tól)                                                                                           |           | Arthur Seyß-Inquart (Hollandia helytartója 1940-től)                               | 1939. május 1.      | 1945. április 30.   | NSDAP     |      |
| Birodalmi miniszterek (1938-tól)                                                                                           |           | Konstantin Hierl (A Birodalmi Munkaügyi Szolgálat vezetője)                        | 1943. augusztus 24. | 1945. április 30.   | NSDAP     |      |
| Kormányzati ranggal és felhatalmazással rendelkező kormánytagok, de nem rendelkeznek hivatalos birodalmi miniszteri címmel |           | Günther Gereke (foglalkoztatási birodalmi biztos)                                  | 1933. január 30.    | 1933. március 30.   | Független |      |
| Kormányzati ranggal és felhatalmazással rendelkező kormánytagok, de nem rendelkeznek hivatalos birodalmi miniszteri címmel |           | Werner von Fritsch tábornok (A hadsereg főparancsnoka)                             | 1936. április 20.   | 1938. február 4.    | Független |      |
| Kormányzati ranggal és felhatalmazással rendelkező kormánytagok, de nem rendelkeznek hivatalos birodalmi miniszteri címmel |           | Walther von Brauchitsch tábornagy (A hadsereg főparancsnoka)                       | 1938. február 4.    | 1941. december 19.  | Független |      |
| Kormányzati ranggal és felhatalmazással rendelkező kormánytagok, de nem rendelkeznek hivatalos birodalmi miniszteri címmel |           | Erich Raeder tengernagy (A haditengerészet főparancsnoka)                          | 1936. április 20.   | 1943. január 30.    | Független |      |
| Kormányzati ranggal és felhatalmazással rendelkező kormánytagok, de nem rendelkeznek hivatalos birodalmi miniszteri címmel |           | Karl Dönitz főtengernagy (A haditengerészet főparancsnoka)                         | 1943. január 30.    | 1945. április 30.   | NSDAP     |      |
| Kormányzati ranggal és felhatalmazással rendelkező kormánytagok, de nem rendelkeznek hivatalos birodalmi miniszteri címmel |           | Otto Meissner (Az Elnöki Kancellária elnöke és államtitkára)                       | 1937. december 1.   | 1945. április 30.   | NSDAP     |      |
| Kormányzati ranggal és felhatalmazással rendelkező kormánytagok, de nem rendelkeznek hivatalos birodalmi miniszteri címmel |           | Wilhelm Keitel vezértábornagy (Az OKW vezetője)                                    | 1938. február 4.    | 1945. április 30.   | Független |      |
| Kormányzati ranggal és felhatalmazással rendelkező kormánytagok, de nem rendelkeznek hivatalos birodalmi miniszteri címmel |           | Martin Bormann (Az NSDAP pártminisztere)                                           | 1941. május 29.     | 1945. április 30.   | NSDAP     |      |
| Kormányzati ranggal és felhatalmazással rendelkező kormánytagok, de nem rendelkeznek hivatalos birodalmi miniszteri címmel |           | Karl Hermann Frank (A Cseh-Morva Protektorátus államtitkára)                       | 1943. augusztus 24. | 1945. április 30.   | NSDAP     |      |

## Fordítás
- Ez a szócikk részben vagy egészben a Kabinett Hitler című német Wikipédia-szócikk fordításán alapul.  Az eredeti cikk szerkesztőit annak laptörténete sorolja fel. Ez a jelzés csupán a megfogalmazás eredetét és a szerzői jogokat jelzi, nem szolgál a cikkben szereplő információk forrásmegjelöléseként.
- Ez a szócikk részben vagy egészben  a   Hitler cabinet című angol Wikipédia-szócikk fordításán alapul.  Az eredeti cikk szerkesztőit annak laptörténete sorolja fel. Ez a jelzés csupán a megfogalmazás eredetét és a szerzői jogokat jelzi, nem szolgál a cikkben szereplő információk forrásmegjelöléseként.